# 斯圖爾特·芬德利
斯圖爾特·芬德利（Stuart Findlay，1995年9月14日—）是蘇格蘭的一位職業足球員，在場上的位置是後衛。現效力於美國職業足球大聯盟球隊費城聯。他也是蘇格蘭國家隊的一員。